# 韦纳斯卡
韦纳斯卡（義大利語：Venasca），是意大利库内奥省的一个市镇。总面积20.3平方公里，人口1524人，人口密度75.1人/平方公里（2009年）。ISTAT代码为004237。